# مدير الملفات العقاب
مدير الملفات العقاب هو مدير ملفات بيئة سطح المكتب العقاب وهو نسخة أولية غير منسوخة تعتمد على مكتبات Qt البرمجية يمكن لفرد أو جماعة نسخها أو توزيعها كما يمكن التعديل عليها أو تطويرها بما تسمح به رخصة جنو العمومية رخصة جنو العمومية

## مقدمة
يتم تطوير مدير الملفات العقاب ليتلائم مع أغلب أنظمة التشعيل وكل بيئات سطح المكتب إذ هو في الحقيقة عنصر من عناصر بيئة سطح المكتب العقاب

## مُمَيِزَات
- دعم عرض مصغرات الصور.
- إمكانية فتح عدة ألسن للمسار المحدد.
- إمكانية فتح نافذة الطرفية في المسار الحالي للمستخدم.
- إمكانية تغيير لون كل مجلد على حدا.
- دعم خصائص وسائط التخزين مثل الضم والفصل والتخريج.
- دعم فتح بواسطة برنامج للملفات التي تظهر بداخله.
- إمكانية تغيير الصلاحيات من خصائص الملف أو المجلد.
- إمكانية إضافة إلى المفضلة

- الموقع الرسمي
- مبرمج المشروع
- موقع المشروع
- على موقع لانشباد